# Vlčkov
Vlčkov település Csehországban, a Svitavyi járásban. Vlčkov Sloupnice, Přívrat és Němčice településekkel határos. Lakosainak száma 108 fő (2024. január 1.).

## Népesség
A település lakosságának változását az alábbi diagram mutatja:
| Lakosok száma | 280  | 271  | 264  | 171  | 109  | 98   | 96   | 105  | 100  | 108  |
|               | 1869 | 1900 | 1921 | 1961 | 1980 | 2011 | 2016 | 2019 | 2021 | 2024 |